# Hoplocorypha dentata
Hoplocorypha dentata är en bönsyrseart som beskrevs av Giglio-tos 1916. Hoplocorypha dentata ingår i släktet Hoplocorypha och familjen Thespidae. Inga underarter finns listade i Catalogue of Life.